# Université Lumière-Lyon-II
Pour les articles homonymes, voir Université Lumière et Lyon II.
L'université Lumière-Lyon-II est une université publique française située à Lyon. Elle est une des trois universités issues de la scission de l'université de Lyon à la suite de la loi Edgar-Faure de 1968.
Elle forme quelque 26 644 étudiants dans le domaine des humanités, des sciences humaines et sociales, du droit et de l'économie-gestion. Sa devise en latin, inscrite dans la cour de la bibliothèque sur le campus des quais est Inter folia fulget et signifie : « Elle jaillit d'entre les pages ». Néanmoins, la devise première, inscrite en lettres dorées à l'ombre de la statue de Claude Bernard dans la cour d'entrée de l'université, est Scientia et Labore, qui signifie « Par la connaissance et le travail ».

## Historique

### Scission de l'université Lyon-II

Entrée principale du campus Porte des Alpes, à Bron, dans l'Est lyonnais.

Jusqu'en juillet 1973, l'université Lyon-II regroupait l'ensemble des disciplines des sciences humaines, sociales, juridiques et économiques. À cette date, une scission intervient, qui est directement la conséquence des événements de mai 1968, violents à Lyon (au cours de ceux-ci, un commissaire de police meurt, écrasé par un camion). L'université Lyon 3 est alors créée. Aujourd'hui encore les deux universités gardent les spécificités des raisons de leur scission.
Celle-ci s'effectue dans le cadre plus général de création d'universités distinctes, s'effectuant souvent selon des axes politiques. Lorsque celles-ci résultent dans des situations véritablement conflictuelles, le ministre de l'Éducation nationale Joseph Fontanet tranche de manière autoritaire, ainsi à Lyon ou à Aix-Marseille. Selon le rapport Rousso (2004) : « Il prend ainsi une décision d’ordre public qui cherche à affirmer la primauté de l’État sur le principe de l’autonomie universitaire lorsque les universitaires s’avèrent incapables de régler seuls une crise majeure ».
Le ministre de l'Éducation nationale Olivier Guichard annonce ainsi en 1969 la création de Lyon-I, qui regroupe les anciennes facultés de sciences et de médecine, et de Lyon 2, qui regroupe l’ancienne Faculté des lettres et de sciences humaines, et celle de droit, ainsi que celle de futures universités. Deux ans plus tard, une scission s'opère à Lyon 2, aboutissant à la création de Lyon-III (décret ministériel du 26 juillet 1973).
Si des raisons institutionnelles expliquent aussi celle-ci, les causes politiques sont décisives : la création de Lyon 3 « a été rendue possible par une alliance entre des catholiques modérés [notamment Maurice-René Simonnet, proche du ministre Joseph Fontanet et des éléments de la droite radicale, sur fond de rivalités disciplinaires – le refus des juristes de travailler avec des littéraires. ». Lyon 2 voit en effet une minorité de la droite universitaire radicale s'opposer au Conseil universitaire, un projet immobilier de résidence universitaire étant l'occasion de controverses, tandis que l'élection du juriste Jean-Pierre Lassale à la présidence de Lyon-II nécessite treize tours de scrutin André Decocq, assesseur du doyen de la faculté de Droit et Jacques Goudet, tous deux membres du Service d'action civique (SAC) et de l'UNI, jouent un rôle important dans la scission.
Dès 1969-1970, un conflit émerge au sein de Lyon-II, autour des questions immobilières. Un premier projet prévoit la création de résidences universitaires dans deux zones, l'une à Lacroix-Laval, près d'une zone résidentielle de la commune de Charbonnières, à l'ouest de Lyon, qui inclurait les biologistes et étudiants en pharmacie, tandis que l'autre serait à Bron-Parilly, dans la banlieue est industrielle, qui inclurait les lettres et sciences humaines. Ce projet est abandonné en octobre 1970, en raison du projet d'aménagement urbain de la Communauté urbaine de Lyon. À l’été 1972, le conseil de l’université de Lyon 2 se prononce donc en faveur d’un projet pédagogique du nouvel ensemble de Bron-Parilly. Selon le rapport Rousso (2004), celui-ci « suscite de très vives réticences, notamment de la part des juristes, qui ne veulent pas rejoindre ce nouveau pôle, installé près de la ZAC de Vénissieux ». Louis Pradel, le maire de Lyon, est aussi opposé au projet, parlant de « grave erreur », ajoutant que « c’est aussi idiot que d’avoir mis celle de Nanterre dans les bidonvilles. » La mairie craint notamment une concurrence du campus de Grenoble.
Selon le rapport Rousso (2004) :
« la droite universitaire la plus radicale (...) cherche après 1968 [,] à contrôler quelques lieux où le rapport de forces pencherait en sa faveur. Cette politique a porté ses fruits à Paris IV [la Sorbonne], où a été créé l’UNI, ou à Aix-Marseille III, une université à dominante juridique, fondée presque au même moment et dans des circonstances bien plus conflictuelles que celles de Lyon III, à cause notamment de la personnalité controversée du juriste Charles Debbasch. Cette stratégie a d’ailleurs été enclenchée dans l’entourage de Georges Pompidou, inquiet de l’influence réelle ou supposée des groupes d’extrême gauche »
Toutefois, d'autres causes jouent ; les philosophes de Lyon 2 (dont François Dagognet et Bernard Bourgeois) décident ainsi de rejoindre Lyon 3, par crainte de voir l'UER de philosophie disparaître.
À la suite de la création de Lyon-III, les universitaires décident de leur appartenance : 334 enseignants restent à Lyon-II, et 174 vont à Lyon-III. Les choix sont majoritairement politiques: « l’architecture de Lyon 3 reflète les alliances politiques (l’italien de Jacques Goudet, le sanskrit de Jean Haudry), et l’agrégat d’ensembles sans autre cohérence disciplinaire, du moins au début, que la capacité des juristes à convaincre des entités de plus petite taille de venir les rejoindre. La séparation a un caractère parfois étonnant : les latinistes se sont séparés des hellénistes, les historiens ont été déchirés, y compris lorsqu’ils travaillaient sur le même domaine comme l’histoire du christianisme. » (Rapport Rousso, 2004, p. 31)

### Militantisme, importance des études post-coloniales et des études de genre
Dans les années 2000 et 2010, plusieurs manifestations et occupations de l'université occasionnent d'« importantes dégradations ». En 2010, Valérie Pécresse, alors ministre de l'Enseignement supérieur et de la Recherche sous le quinquennat de Nicolas Sarkozy, condamne les actes de dégradation commis au sein de l'université.
En 2013, après que de violents incidents (perturbation du Congrès exceptionnel par une centaine d’étudiants, dégradation du matériel, intervention des forces de l'ordre, violences et arrestations de six personnes) se sont déroulés au sein de l'université, un enseignant-chercheur de Lyon 2 rappelle le poids de l'extrême gauche au sein de cette institution. Selon lui, « une telle présence de l'extrême gauche qui a su s’adapter et se renouveler ces dernières années, sous des formes syndicales (FSE) ou politiques (Parti de Gauche et Union des étudiants communistes), paraît tout à fait spécifique dans le paysage universitaire français ». Néanmoins, il invite à ne pas surévaluer au regard des 28 000 étudiants de Lyon 2, l'importance « d'une centaine d'étudiants politisés ». Six étudiants seront poursuivis pour violences et dégradations.
En 2017, en raison d'une polémique grandissant sur Internet, l'université Lyon 2 doit annuler un colloque sur l'islamophobie. La Licra et le Comité Laïcité République (CLR) avaient dénoncé dans un communiqué commun « un colloque laïcophobe », le cofondateur du Printemps républicain, le politologue Laurent Bouvet, parlant dans un tweet de « colloque plein d'intervenants islamistes sous couvert académique ».
À partir de 2018 et, à nouveau, en 2019, alors qu'un étudiant dénonce « une obsession pour les questions de genre et de race », plusieurs titres de presse mettent en avant la place prise au sein de cette université par les études post-coloniales ou les études de genre,. L'Obs s'interroge sur l'intitulé d'un devoir portant le titre « Le féminisme islamique » sur lequel doivent travailler les étudiants en sociologie et science politique dans le cadre d'un cours consacré aux « mouvements sociaux dans les États postcoloniaux » et sur le fait de mettre en avant le livre de Zahra Ali Féminismes islamiques, chercheuse à l'EHESS et à l'Institut français du Proche-Orient qui « milite en faveur du port du foulard ». Dans un article intitulé « l'université kidnappée (avec son consentement) par les indigénistes », Yves Mamou soutient que « pas un trimestre non plus ne passe sans qu'un pompeux colloque d'études décoloniales soit organisé à l'université Lyon-II ».
Selon Rue89Lyon, l'université Lumière Lyon II serait « réputée pour son ancrage à gauche et sa tradition militante. » En septembre 2019, le quotidien local Le Progrès consacrait ainsi sa une à de potentielles « dérives sectaires » à l'université, et en particulier dans celle de Lyon II. Cette accusation d'« islamo-gauchisme » est jugée « ridicule » par Françoise Lantheaume, spécialiste de la transmission de la mémoire coloniale, professeure en Sciences de l'éducation à Lyon II.

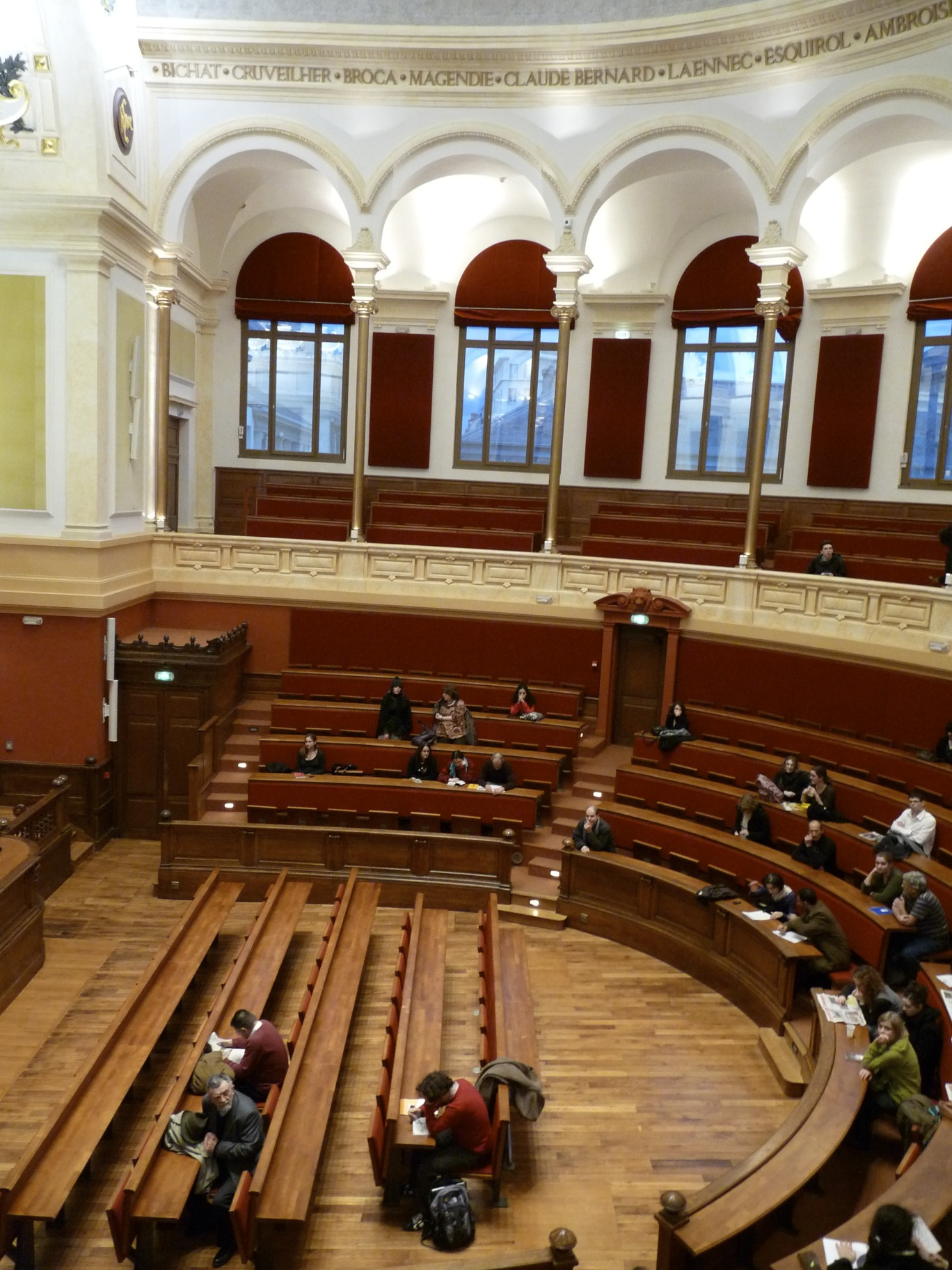
Grand amphithéâtre de l'Université Lyon-II.

Dans le cadre d'actions de ruptures du jeûne de l'iftar au sein des locaux de l'université,,, Fabrice Balanche est pris pour cible en avril 2025, par des militants pro-palestiniens affiliés au groupe radical Lyon2 Autonome, et doit interrompre un de ses cours,. Une polémique s'ensuit avec la présidente de l'université Isabelle von Bueltzingsloewen qui lui reproche ses prises de positions sur le sujet, ce qui provoque des réactions dans la classe politique locale mais aussi parmi des universitaires français qui prennent la défense de Fabrice Balanche,. En parallèle à l'affaire, l'un des vice-président de l'université, Willy Beauvallet-Haddad, annonce sa démission en 5 mai 2025, alors qu'il est mis en cause après avoir redu hommage à Hassan Nasrallah, chef du Hezbollah libanais,.

### Lyon-II aujourd'hui
L'établissement adopte en 1987 la désignation d’« université Lumière-Lyon-II » en l'honneur des frères Lumière.
Actuellement, Lyon 2 comporte deux campus :
- le campus des Berges du Rhône, sur les quais du Rhône ;
- le campus de la Porte des Alpes, à Bron et Saint-Priest.

L'université Lumière-Lyon-II est membre fondatrice de l'université de Lyon, pôle de recherche et d'enseignement supérieur (Pres) de Lyon ayant statut d'établissement public de coopération scientifique (EPCS), qui a été fondé par le décret no 2007-386 du 21 mars 2007, publié au Journal officiel du 22 mars 2007.
En 2015, le PRES Université de Lyon a été remplacé par la communauté d'université et d'établissement Université de Lyon en application de la loi du 22 juillet 2013 relative à l'enseignement supérieur.

### Historique des présidents

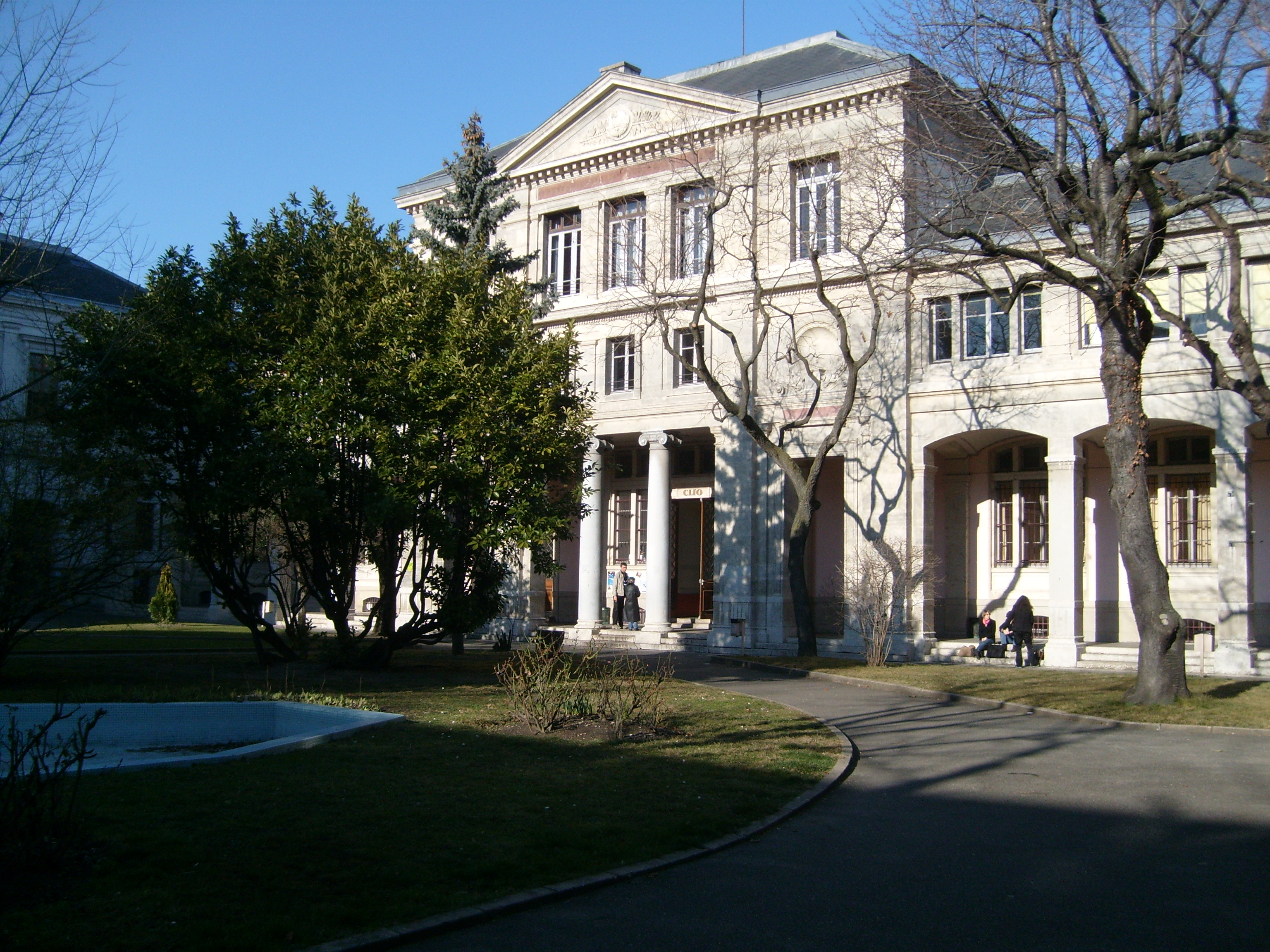
Bâtiment Clio de l'université Lumière-Lyon-II - campus Berges du Rhône, situé quai Claude-Bernard.

Quatorze présidents se sont succédé à la tête de l'université depuis sa création. La présidente actuelle est Isabelle von Bueltzingsloewen, historienne et sociologue de la santé, élue en 2024, sa prédécesseure la politologue Nathalie Dompnier (d), élue en 2016, étant devenue présidente de la ComUE Lyon Saint-Etienne.
| Identité                                    | Période        | Période                  | Durée                     |
| Identité                                    | Début          | Fin                      | Durée                     |
| ------------------------------------------- | -------------- | ------------------------ | ------------------------- |
| Jean-Pierre Lassalle (d) (né en 1937)       | 1971           | 1973                     | 2 ans                     |
| René Girard (d) (1924 - 2003)               | 1973           | 1974 (démission)         | 1 an                      |
| Maurice Bernadet (d) (né en 1940)           | 1974           | 1979                     | 5 ans                     |
| Philippe Lucas (d) (1940 - 1997)            | 1979           | 1986                     | 7 ans                     |
| Michel Cusin (d) (1933 - 2010)              | 1986           | 1991                     | 5 ans                     |
| Éric Froment (d) (né en 1944)               | 1991           | 1996                     | 5 ans                     |
| Bruno Gelas (d) (né en 1945)                | 1996           | 2001                     | 5 ans                     |
| Gilbert Puech (1946 - 2024)                 | 2001           | 2006                     | 5 ans                     |
| Claude Journès (d) (né en 1950)             | 2006           | 2008                     | 2 ans                     |
| Olivier Christin, (né en 1961)              | 2008           | 2009 (démission)         | 1 an                      |
| André Tiran (d) (né en 1948)                | 2009           | 2012                     | 3 ans                     |
| Jean-Luc Mayaud (d) (né en 1952)            | 2012           | 2016                     | 4 ans                     |
| Nathalie Dompnier (d), (née en 1974)        | 25 avril 2016  | 18 juin 2024 (démission) | 8 ans, 1 mois et 24 jours |
| Isabelle von Bueltzingsloewen (née en 1964) | 5 juillet 2024 |                          |                           |

## Composantes

### Unités de formation et de recherche
L'université compte 6 UFR :
- UFR Anthropologie, Sociologie et Sciences politiques - ASSP (nouveau rattachement depuis septembre 2011)
- UFR de Sciences économiques et de Gestion - SEG
- Faculté de Droit Julie-Victoire-Daubié
- UFR Temps & Territoires - TT
- UFR des Langues
- UFR Lettres, Sciences du langage et Arts - LESLA

### Instituts
L'université compte 6 instituts : 
- Institut de la Communication - ICOM
- Institut d'Études et du Travail de Lyon - IETL
- Institut de Formation syndicale - IFS
- Institut de Psychologie
- Institut des Sciences et des Pratiques d'éducation et de formation - ISPEF
- Institut universitaire de technologie Lumière

### Centre international
L'université compte un centre international d'études françaises (CIEF), spécialisé dans la formation linguistique et culturelle d’un public non francophone poursuivant ou non des études supérieures.

### Écoles doctorales
3 ED pour lesquelles l'Université Lumière-Lyon-II est établissement de tutelle : 
- ED 483 ScSo : Sciences sociales
- ED 484 3LA : Lettres, langues, linguistique, arts
- ED 485 EPIC : Sciences de l’éducation, information et communication, psychologie

4 ED pour lesquelles l'Université Lumière-Lyon-II est partenaire : 
- ED 512 INFOMATHS : Informatique et mathématiques de Lyon (Lyon-I, École Centrale Lyon, INSA)
- ED 476 NsCo : Neurosciences et cognition (Lyon 1)
- ED 486 SEG : Sciences économiques et de gestion (Lyon-I, Lyon-III, UJM Saint-Étienne, ENS LSH)
- ED 492 Droit : (Lyon-III, UJM Saint-Étienne)

1 240 doctorants inscrits chaque année, 115 doctorats délivrés par an, 10 habilitations à diriger des recherches

## Formation et recherche

### Enseignement
377 formations diplômantes sont proposées.

#### 4 grands domaines d'enseignement
- Arts, Lettres, Langues
- Droit, Économie, Gestion
- Sciences humaines et sociales
- Sciences, Technologies, Santé

#### 35 parcours de licence / 166 parcours de masters
- Arts, lettres, langues :
  - 15 parcours de licence, 14 masters recherche, 11 masters professionnels, 6 masters à la fois professionnels et recherche
- Droit, économie, gestion :
  - 8 parcours de licence, 7 masters recherche, 28 masters professionnels, 13 masters à la fois professionnels et recherche
- Sciences humaines et sociales :
  - 13 parcours de licence, 20 masters recherche, 22 masters professionnels, 21 masters à la fois professionnels et recherche

- 22 licences professionnelles (LP)
- 19 licences bidisciplinaires
- 1 option français langue étrangère
- 5 diplômes universitaires de technologie (DUT) : HSE, QLIO, STID, GLT et GEA
- 50 diplômes universitaires (DU)
- 9 préparations à l'agrégation

### Relations internationales

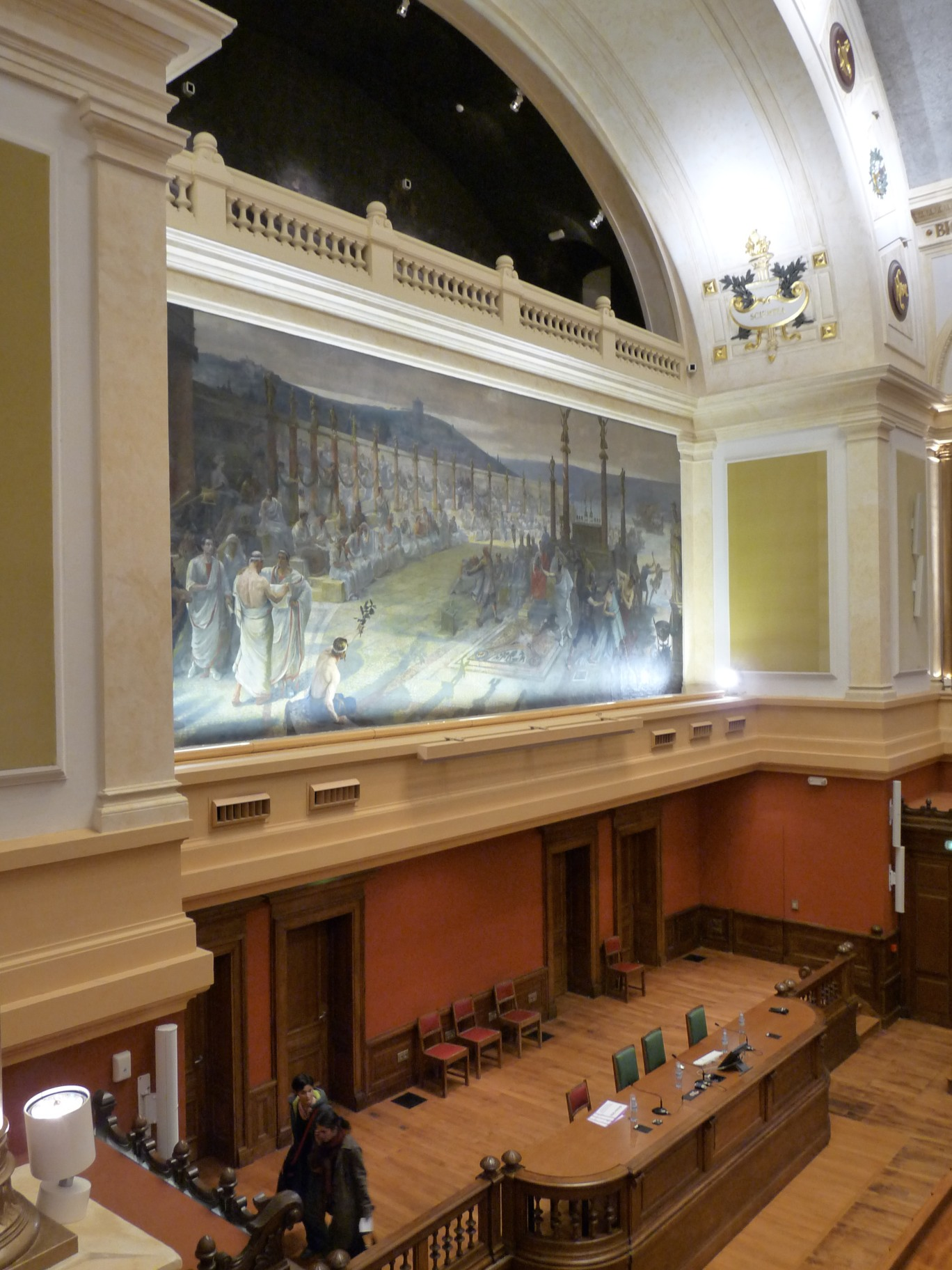
Grand amphithéâtre de l'université Lumière-Lyon-II.

L'université Lumière Lyon 2 compte actuellement 501 accords d'échange avec 318 établissements partenaires dans 62 pays.
L'université est aussi partenaire du laboratoire international associé SALADYN créé en 2013.

### Recherche
Spécialisée dans les domaines des arts, lettres, langues ; sciences humaines et sociales (SHS), et droit, économie, gestion ;  L'université développe une politique de recherche guidée par trois priorités :
- l’innovation par les interfaces entre champs disciplinaires ;
- la visibilité internationale de la production scientifique ;
- la promotion d’une science citoyenne via des partenariats avec le monde économique et culturel, les collectivités, les associations, les institutions publiques, les médias.

#### Quatre axes fédérateurs
En interface avec les sciences expérimentales, de la nature et de la santé, l'université travaille sa politique de recherche pour le contrat quinquennal 2015–2020 autour de quatre axes fédérateurs situés au cœur des enjeux scientifiques et sociétaux du XXIe siècle :
- Santé et société : approche interdisciplinaire de la santé et des sciences sociales ;
- Développement, environnement et durabilité ;
- Numérisation, simulation et modélisation de la complexité
- Images, textes, discours, création, diffusion multimédia.

33 laboratoires de recherche reconnus dont 20 UMR (associées au CNRS)

3 regroupements fédératifs
- Maison de l'Orient et de la Méditerranée - Jean-Pouilloux (MOM) qui regroupe des unités de recherche qui se consacrent aux civilisations de la Méditerranée, du Proche et du Moyen-Orient leurs   aspects passés et présents.
- Institut des Sciences de l'homme (ISH) qui rassemble 14 équipes associées au CNRS et 6 équipes universitaires.
- Institut supérieur d’études des religions et de la laïcité (ISERL) qui mène dans une perspective interdisciplinaire et comparatiste l’analyse des phénomènes religieux et de la laïcité.

#### Scientométrie
L'université occupe en juillet 2023 la 1 649e place du classement Webometrics Ranking of World Universities (en) qui classe plus de 30 000 écoles ou universités en fonction du volume et de la visibilité de leurs publications électroniques.

## Vie étudiante

### Évolution démographique
Évolution démographique de la population universitaire
| 2000   | 2001   | 2002   | 2003   | 2004   | 2005   | 2006   | 2007   |
| ------ | ------ | ------ | ------ | ------ | ------ | ------ | ------ |
| 25 188 | 25 503 | 26 437 | 27 201 | 28 124 | 28 176 | 27 806 | 27 182 |

| 2008   | 2009   | 2010   | 2011   | 2016   | - | - | - |
| ------ | ------ | ------ | ------ | ------ | - | - | - |
| 26 681 | 27 405 | 28 309 | 27 863 | 28 704 | - | - | - |

### Vie associative
La vie du campus est rythmée grâce à la présence d'associations. Des projets voient le jour chaque année grâce à l'engagement d'étudiants (pièces de théâtre, expositions, etc.). La diversité des centres d'intérêt entend ainsi favoriser l'épanouissement des étudiants du campus.

## Personnalités liées à l'université

### Enseignants
- Mohammed Arkoun (1928-2010), philosophe et historien de l'Islam
- Daniel Babut (1929-2009), historien de la philosophie grecque
- Fabrice Balanche (1969-) géographe spécialiste de la géographie politique de la Syrie, du Liban et du Moyen-Orient, ex-directeur du Groupe de Recherche sur la Méditerranée et le Moyen-Orient.
- Françoise Bayard (1942- ) historienne moderniste
- Joseph-Émile Belot (1829-1886) : professeur d'histoire à la Faculté des lettres de Lyon[57].
- Alain Bonnafous (1942-), professeur d'économie
- Jacques Bichot (1943-), économiste
- Jacques Chiffoleau (1951-), professeur d'histoire du Moyen Âge
- Camille Cornand (1978-), professeur d'économie
- Yves Crozet, économiste, spécialiste de l'économie des transports
- François Delpech (1935-1982), professeur au Centre Régional d’Histoire religieuse, historien du judaïsme français.
- Olivier Faron (1959-), professeur d'histoire
- Robert Faurisson (1929-2018), maître de conférences en littérature, condamné à plusieurs reprises pour négation de la Shoah
- Michel Foucher (1946-), géographe et diplomate
- Jean-Jacques Goblot (1931-2009), historien, spécialiste de l'histoire politique et intellectuelle du XIXe siècle
- Pierre Goujon (1934-), historien du social, spécialiste des vignobles de la Bourgogne du sud (Chalonnais et Mâconnais)
- Jean Guillaumin (1923-2017), psychanalyste
- Françoise Lantheaume (1954-), historienne spécialiste des sciences de l'éducation et de la mémoire coloniale
- André Latreille (1901-1984), professeur d'histoire moderne et contemporaine, doyen de la Faculté des Lettres et Sciences humaines de l'ancienne Université de Lyon et auteur de nombreux ouvrages historiques
- Geneviève Latreille (1929-1982), pionnière de l’approche éducative en orientation scolaire et professionnelle
- Paul Mattei (1953-), latiniste et historien du christianisme
- Philippe Meirieu (1949-), professeur en sciences de l'éducation et homme politique.
- Jean Pouilloux (1917-1996), archéologue et épigraphiste, spécialiste de la Grèce antique
- Ricco Rakotomalala, créateur des logiciels Tanagra (logiciel) et Sipina
- Denis Reynaud (1957-), professeur de littérature et président de l'Académie des sciences, belles-lettres et arts de Lyon
- André D. Robert (1951-), pédagogue et professeur de sciences de l'éducation
- Gérard Le Vot (1948-), musicologue français spécialiste de la période médiévale

### Étudiants
- Raphaël Arnault, député LFI-Nouveau Front populaire élu en 2024
- Azouz Begag, écrivain, chercheur et diplomate
- Rachid Benzine, islamologue et dramaturge
- Thierry Brac de La Perrière, évêque
- Marcia Burnier, autrice de fanzine
- Karim Chaïbi, historien et cartographe
- Mounir Chamoun, psychanalyste libanais
- Hélène Conway-Mouret, sénatrice, ministre déléguée chargée des Français de l'étranger dans le gouvernement Jean-Marc Ayrault II
- Philippe Cohen, rédacteur en chef de Marianne
- Frank Deroche, romancier
- Sabine Fourrier, archéologue et directrice de recherche, médaille d'argent du CNRS 2023
- Katana Gégé Bukuru, femme politique congolaise
- Floria Guei, athlète de haut niveau
- Eve Guerra, écrivaine
- Jeremstar, blogueur, journaliste, interviewer et chroniqueur de télévision
- Bruno Julliard, ancien président de l'UNEF, adjoint au Maire de Paris de 2008 à 2018
- Hakim Karoui, essayiste politique et banquier
- Jérôme Kerviel, opérateur de marché de la Société générale accusé par son employeur d'être le responsable de 4,9 milliards d'euros de pertes
- Bérengère Krief, actrice
- Lionel Marchetti, compositeur de musique, poète écrivain
- Mimi Mathy, comédienne
- Anys Mezzaour, écrivain
- Gilles Pollet, politologue et ancien directeur de l'IEP de Lyon
- Jean-Jack Queyranne, ancien président de la région Rhône-Alpes, député du Rhône, ancien ministre
- Salomé Saqué, journaliste
- Arman Soldin, journaliste
- Jean-Paul Vesco op, cardinal, archevêque d'Alger

### Docteurshonoris causa

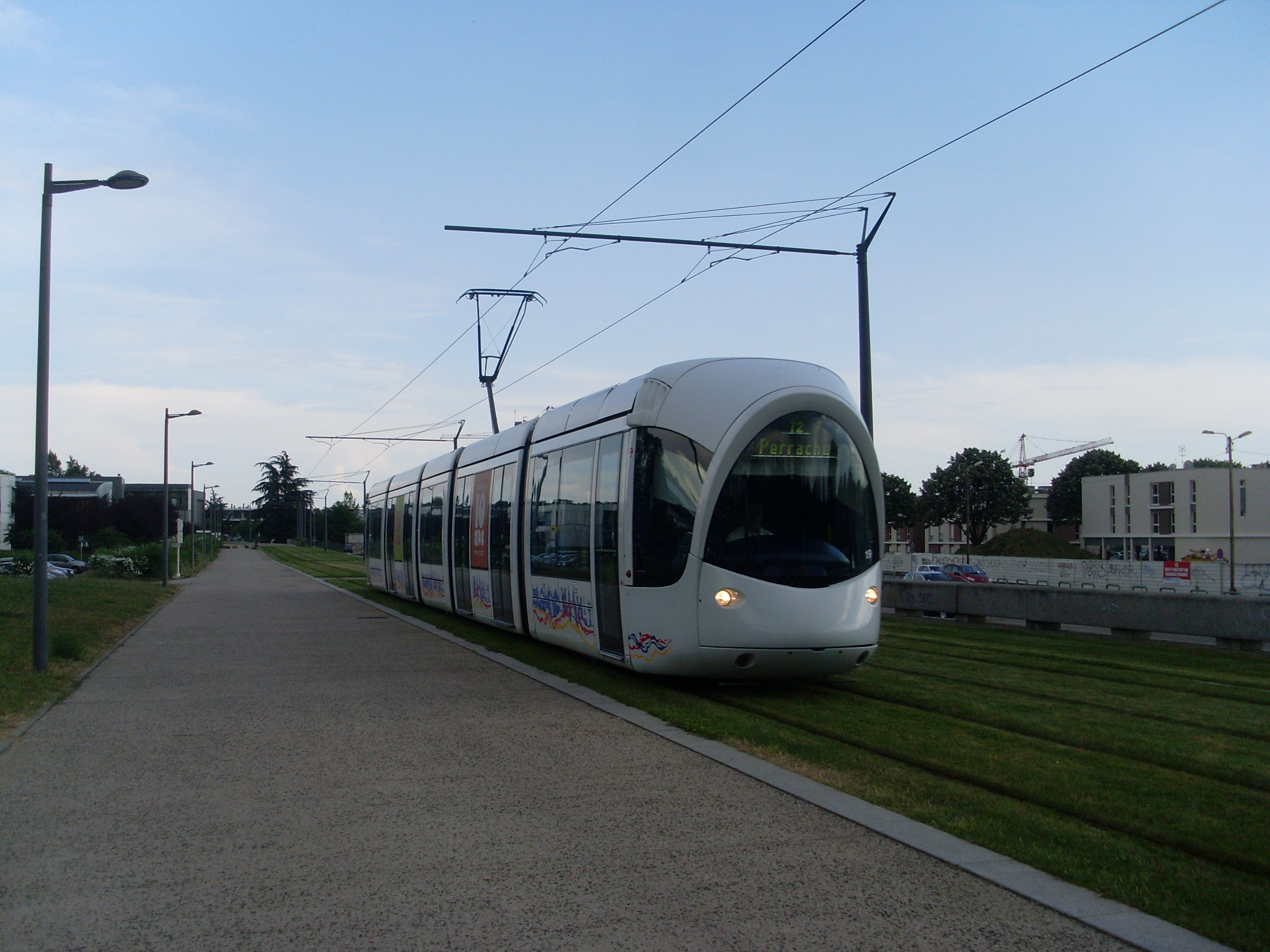
Le tramway T2 dessert le campus universitaire de Bron.

- Aziza Bennani, femme politique marocaine
- Philippe Busquin, homme politique belge
- Carla Del Ponte, procureure générale du Tribunal pénal international pour l'ex-Yougoslavie
- Bronisław Geremek, historien médiéviste et homme politique polonais
- Alexandre Lamfalussy, ancien président de l'Institut monétaire européen et ancien directeur général de la Banque des règlements internationaux